# Samuel Baxter McIlroy
Samuel Baxter McIlroy, conegut com a Sammy McIlroy, (Belfast, 2 d'agost de 1954) és un exfutbolista nord-irlandès, i posteriorment entrenador de futbol.

## Trajectòria
Va jugar al Manchester United FC entre 1971 i 1982. Va començar a la posició de davanter però a poc a poc va anar reculant la seva posició fins a la de centrecampista. Entre el 1982 i el 1989/90 defensà els colors de Stoke City, Örgryte IS de suècia, Manchester City, Bury FC i Preston North End.
Com internacional jugà amb Irlanda del Nord 88 cops, i marcà 5 gols. Jugà els Mundials de 1982, on Irlanda del Nord es classificà per la segona ronda en derrotar Espanya, i el de 1986, on fou el capità de l'equip.
Començà la seva tasca a la banqueta com a entrenador-jugador del Preston North End el 1991. Posteriorment dirigí al club Macclesfield Town al quan aconseguí ascendir a la Football League el 1997. També dirigí la selecció de futbol d'Irlanda del Nord durant tres anys, l'Stockport County, i el Morecambe.

## Estadístiques d'entrenador
| Equip              | Nac. | De                | A                   | Rècord | Rècord | Rècord | Rècord | Rècord |
| Equip              | Nac. | De                | A                   | PJ     | PG     | PP     | PE     | %      |
| ------------------ | ---- | ----------------- | ------------------- | ------ | ------ | ------ | ------ | ------ |
| Northwich Victoria |      | 1992              | 1993                |        |        |        |        |        |
| Macclesfield Town  |      | 1993              | 2000                |        |        |        |        |        |
| Irlanda del Nord   |      | 23 de febrer 2000 | 15 d'octubre 2003   | 28     | 4      | 17     | 7      | 14.28  |
| Stockport County   |      | 16 d'octubre 2003 | 25 de novembre 2004 | 58     | 14     | 26     | 18     | 24.13  |
| Morecambe          |      | 1 de maig 2006    | Present             | 94     | 45     | 25     | 24     | 47.87  |